# Шадек Йосип Йосипович
Йо́сип Йо́сипович Ша́дек (Йосип Шадек-другий, чеськ. Šadek) — київський музикант (скрипаль, альтист і піаніст), викладач приватних шкіл. Один із синів музичного педагога і музиканта Й. В. Шадека. Учень скрипаля Івана Водольського.

## Життєпис
Народився в Житомирі в родині музиканта і викладача чоловічої гімназії Й. В. Шадека.
1858 року переїхав до Києва. Закінчив Музичне училище КВ ІРМТ. Навчався в класі скрипки Івана Водольського. Збереглась сторінка з журналу Водольського за 1869 рік з оцінками Й. Шадека.
Як музикант грав на скрипці, альті і фортепіано. В 1860-х — 1870-х роках разом з батьком і братом виступав на багатьох камерних концертах в Києві. Разом з батьком виступав у концертах, які організовувались М. В. Лисенком 1865—1867 років.
В таких ансамблях їх називали Шадек 1-й (батько) і Шадек 2-й. Коли з ними виступав брат Карл Шадек, його називали Шадек 3-й.
Родина Шадеків, завдяки опануванню різними інструментами, з'являлася перед слухачами в різних виконавських амплуа. Серед творів, які були зіграні Шадеками у різні роки, — камерні п'єси Моцарта, Гуммеля, Мендельсона, Бетховена, Серве, Голенковського, Бюхнера, фортепіанні транскрипції Черні та ін.
Навчався на юридичному факультеті Київського університету Святого Володимира.